# Captieux
Captieux [kapsjø] (gaskognisch Capsius) ist eine französische Gemeinde mit 1.382 Einwohnern (Stand 1. Januar 2022) im Département Gironde in der Region Nouvelle-Aquitaine; sie gehört zum Arrondissement Langon und zum Kanton Le Sud-Gironde.

## Geografie
Captieux ist die südlichste Gemeinde im Département Gironde. Sie grenzt im Norden an Bernos-Beaulac, im Osten an Escaudes und Giscos, im Südosten an Maillas, im Süden an Lencouacq und Retjons, im Südwesten an Bourriot-Bergonce und im Westen an Lucmau. Im Südwesten hat die Gemeinde Captieux einen Anteil an einem großen Truppenübungsplatz.

## Geschichte

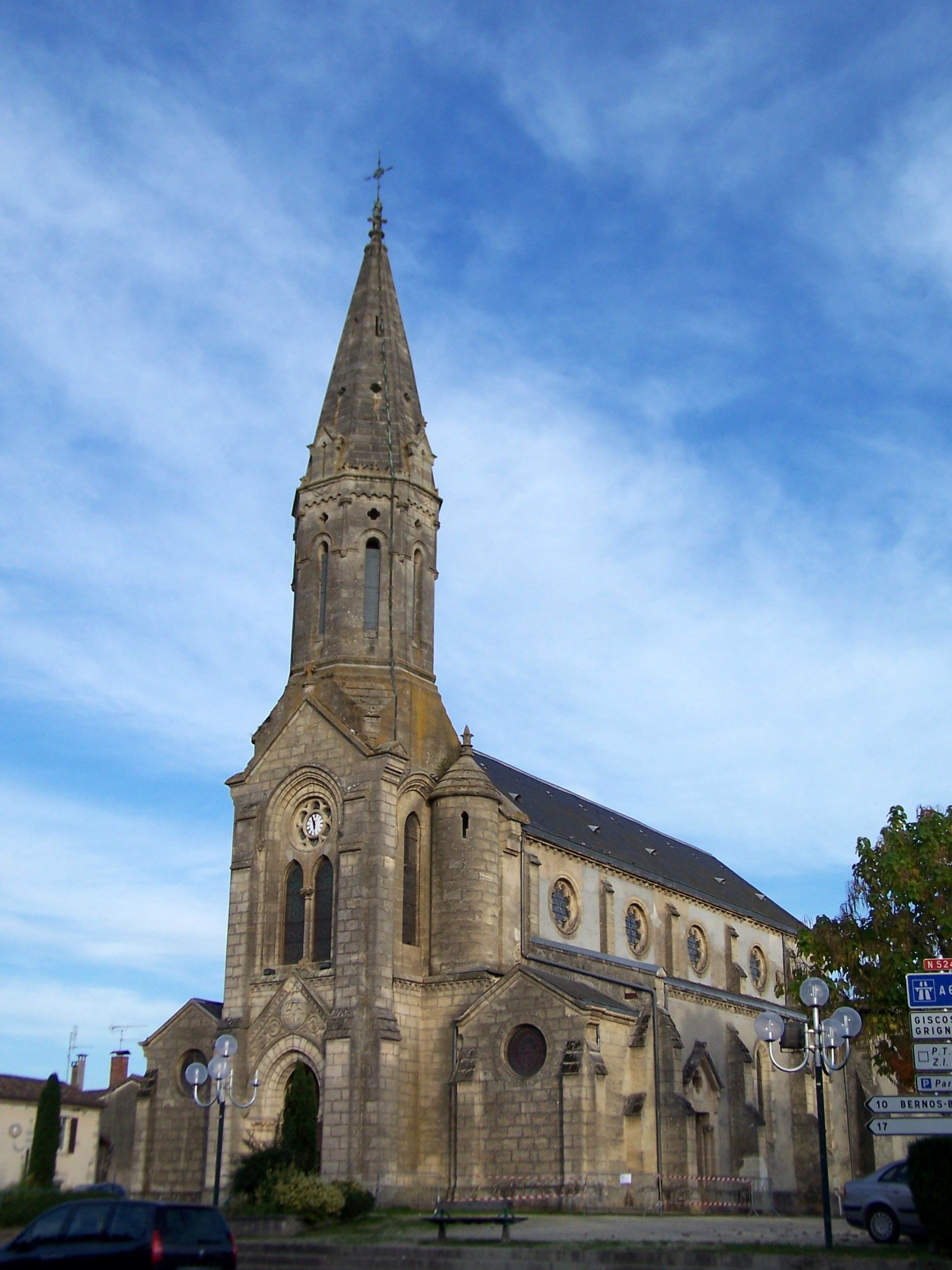
Kirche Saint-Martin

Der Ort hieß früher Cap Seves oder Cap Sevestre, lateinisch Caput silvarum. Er war im Mittelalter eine Station des Jakobswegs von Limoges nach Santiago de Compostela, der Via Lemovicensis.
Zwischen Captieux im Norden und Roquefort im Süden lag die Abtei Veien. Hier fand zwischen dem 3. Juli und 5. August 1530 die zweite Hochzeit des französischen Königs Franz I. (1494–1547) statt, und zwar mit der spanischen Prinzessin Eleonore Erzherzogin von Österreich (1498–1558), Tochter von Philipp dem Schönen, Erzherzog von Österreich und König von Kastilien.
1950 richteten die amerikanischen Streitkräfte in Captieux auf 100 km² ein Munitionslager ein. 1967 zogen die US-Amerikaner auf Aufforderung durch die französische Regierung ab. Die militärischen Installationen wurden von der französischen Armee – wenn auch in vermindertem Umfang – übernommen.
| Bevölkerungsentwicklung | Bevölkerungsentwicklung | Bevölkerungsentwicklung | Bevölkerungsentwicklung | Bevölkerungsentwicklung | Bevölkerungsentwicklung | Bevölkerungsentwicklung | Bevölkerungsentwicklung | Bevölkerungsentwicklung |
| ----------------------- | ----------------------- | ----------------------- | ----------------------- | ----------------------- | ----------------------- | ----------------------- | ----------------------- | ----------------------- |
| Jahr                    | 1962                    | 1968                    | 1975                    | 1982                    | 1990                    | 1999                    | 2008                    | 2017                    |
| Einwohner               | 1358                    | 1646                    | 1669                    | 1742                    | 1707                    | 1503                    | 1385                    | 1281                    |

## Sehenswürdigkeiten
- Kirche Saint-Martin (siehe auch: Liste der Monuments historiques in Captieux)
- Mittelalterliches Schloss, es gehörte im 14. Jahrhundert dem Captal de Buch, später Henri de Lorraine, comte d’Harcourt (1601–1666)

## Verkehr

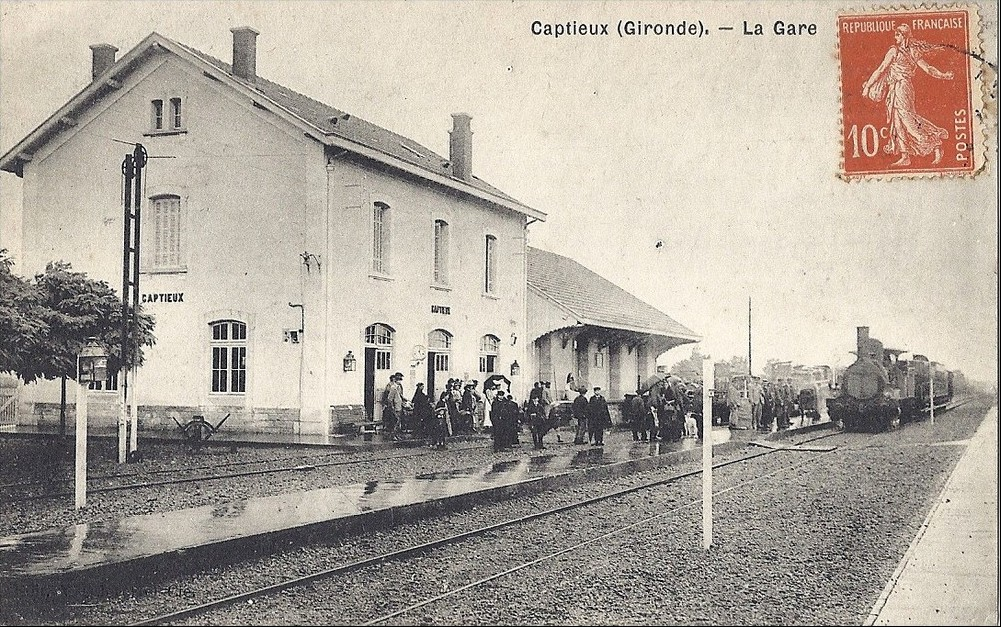
Der Bahnhof im frühen 20. Jahrhundert

Der Ort hatte einen Bahnhof an der Bahnstrecke Langon–Gabarret, die in diesem Abschnitt am 29. Februar 1904 von der Compagnie des chemins de fer du Midi eröffnet wurde. 1992 wurde die Strecke stillgelegt.
Capiteux liegt an der Autobahn A 65, deren Anschlussstelle 7 befindet sich am östlichen Rand des Gemeindegebiets. Durch den Ort verläuft mit der Nationalstraße N 524 ein Abschnitt des Itinéraire à Grand Gabarit.